# Epilohmannia cultrata
Epilohmannia cultrata är en kvalsterart som beskrevs av Tyler A. Woolley 1966. Epilohmannia cultrata ingår i släktet Epilohmannia och familjen Epilohmanniidae. Inga underarter finns listade i Catalogue of Life.